# Lesse (Moselle)
Pour les articles homonymes, voir Lesse.
Lesse est une commune française située dans le département de la Moselle en région Grand Est.

## Géographie

### Communes limitrophes
|              | Holacourt        | Arraincourt |
| Chenois Lucy | Lesse            | Brulange    |
| Chicourt     | Villers-sur-Nied | Marthille   |

### Lieux-dits et écarts
Outremont,

### Hydrographie
La commune est située dans le bassin versant du Rhin au sein du bassin Rhin-Meuse. Elle est drainée par le ruisseau la Rotte et le ruisseau d'Outremont.
Le ruisseau la Rotte, d'une longueur totale de 23,4 km, prend sa source dans la commune de Morhange et se jette  dans la Nied à Vatimont, après avoir traversé 13 communes.

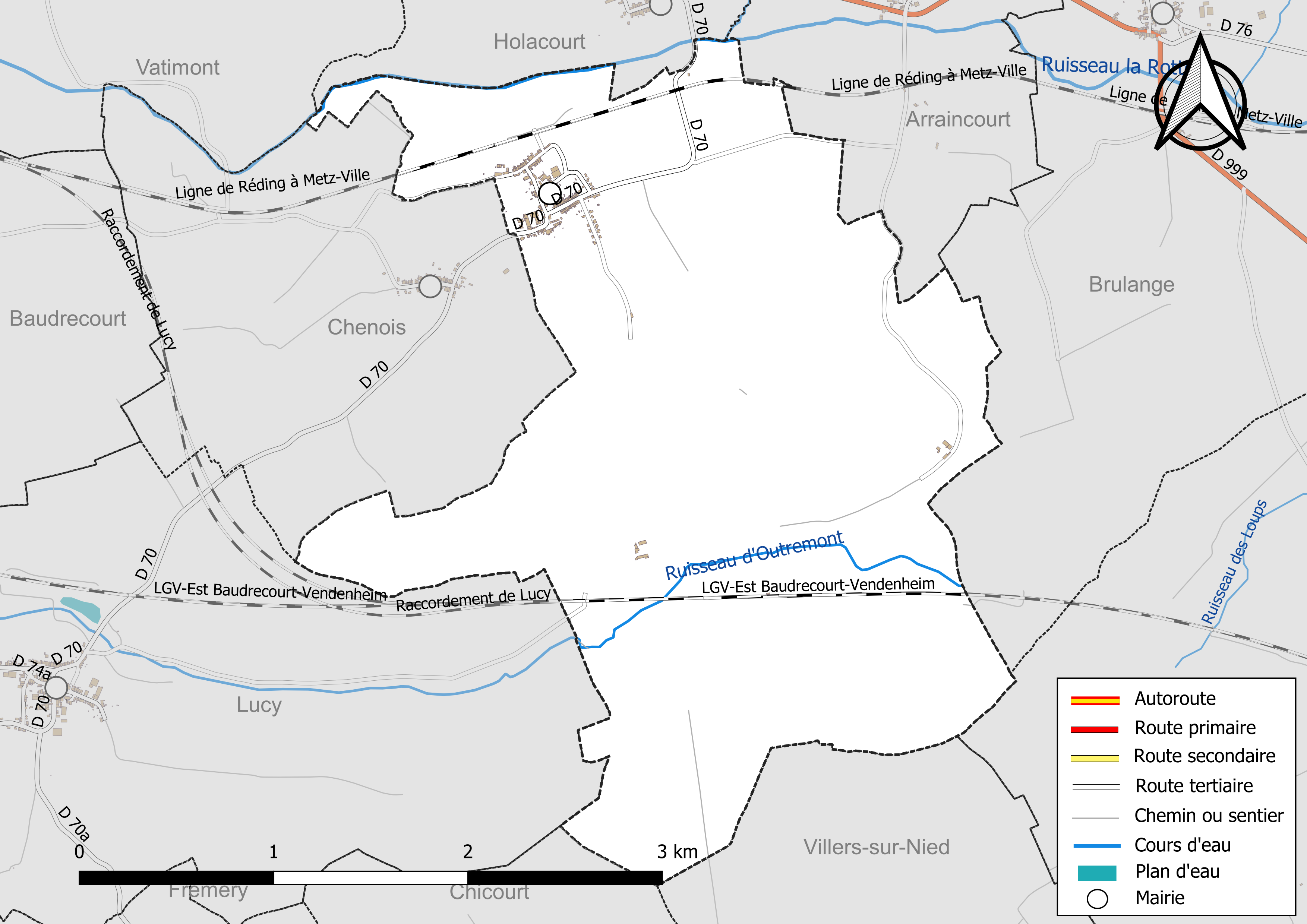
Réseaux hydrographique et routier de Lesse.

La qualité des eaux des principaux cours d’eau de la commune, notamment du ruisseau la Rotte, peut être consultée sur un site spécial géré par les agences de l’eau et l’Agence française pour la biodiversité.

### Climat
Pour des articles plus généraux, voir Climat du Grand Est et Climat de la Moselle.
En 2010, le climat de la commune est de type climat des marges montargnardes, selon une étude du Centre national de la recherche scientifique s'appuyant sur une série de données couvrant la période 1971-2000. En 2020, Météo-France publie une typologie des climats de la France métropolitaine dans laquelle la commune est exposée à un climat semi-continental et est dans la région climatique  Lorraine, plateau de Langres, Morvan, caractérisée par un hiver rude (1,5 °C), des vents modérés et des brouillards fréquents en automne et hiver. 
Pour la période 1971-2000, la température annuelle moyenne est de 9,7 °C, avec une amplitude thermique annuelle de 16,8 °C. Le cumul annuel moyen de précipitations est de 789 mm, avec 11,5 jours de précipitations en janvier et 9,1 jours en juillet. Pour la période 1991-2020, la température moyenne annuelle observée sur la station météorologique installée sur la commune est de 10,7 °C et le cumul annuel moyen de précipitations est de 694,0 mm. 
La température maximale relevée sur cette station est de 40 °C, atteinte le 25 juillet 2019 ; la température minimale est de −20,7 °C, atteinte le 20 décembre 2009,,. 
| Mois                                  | jan.           | fév.           | mars          | avril         | mai           | juin          | jui.         | août          | sep.          | oct.          | nov.          | déc.           | année      |
| ------------------------------------- | -------------- | -------------- | ------------- | ------------- | ------------- | ------------- | ------------ | ------------- | ------------- | ------------- | ------------- | -------------- | ---------- |
| Température minimale moyenne (°C)     | 0              | −0,2           | 1,1           | 3,3           | 6,9           | 10,7          | 12,6         | 12,9          | 9,1           | 6,7           | 3,8           | 1,2            | 5,7        |
| Température moyenne (°C)              | 2,5            | 3,2            | 6,4           | 10            | 13,4          | 17,3          | 19,5         | 19,4          | 15,3          | 11,2          | 6,7           | 3,8            | 10,7       |
| Température maximale moyenne (°C)     | 5,1            | 6,6            | 11,7          | 16,8          | 19,8          | 23,9          | 26,4         | 25,9          | 21,5          | 15,6          | 9,7           | 6,4            | 15,8       |
| Record de froid (°C) date du record   | −14,7 16.01.21 | −17,6 12.02.12 | −9,1 12.03.10 | −7,1 20.04.17 | −3 03.05.21   | 1,8 05.06.09  | 3,3 03.07.11 | 3,7 26.08.18  | −1,5 20.09.12 | −6,9 29.10.12 | −9,9 30.11.10 | −20,7 20.12.09 | −20,7 2009 |
| Record de chaleur (°C) date du record | 15,2 01.01.23  | 20,2 27.02.19  | 25 31.03.21   | 28,2 21.04.18 | 32,7 28.05.17 | 36,6 26.06.19 | 40 25.07.19  | 37,5 19.08.12 | 33,9 16.09.20 | 27,9 13.10.23 | 22,3 02.11.20 | 16,8 17.12.19  | 40 2019    |
| Précipitations (mm)                   | 57,3           | 51,7           | 42,1          | 38,6          | 63,2          | 66,5          | 60,8         | 58,9          | 57,2          | 54,4          | 67,5          | 75,8           | 694        |

| Diagramme climatique                                  |             |             |             |             |              |              |              |             |             |            |            |
| J                                                     | F           | M           | A           | M           | J            | J            | A            | S           | O           | N          | D          |
| 5,1057,3                                              | 6,6−0,251,7 | 11,71,142,1 | 16,83,338,6 | 19,86,963,2 | 23,910,766,5 | 26,412,660,8 | 25,912,958,9 | 21,59,157,2 | 15,66,754,4 | 9,73,867,5 | 6,41,275,8 |
| Moyennes : • Temp. maxi et mini °C • Précipitation mm |             |             |             |             |              |              |              |             |             |            |            |

Les paramètres climatiques de la commune ont été estimés pour le milieu du siècle (2041-2070) selon différents scénarios d'émission de gaz à effet de serre à partir des nouvelles projections climatiques de référence DRIAS-2020. Ils sont consultables sur un site spécial publié par Météo-France en novembre 2022.

## Urbanisme

### Typologie
Au 1er janvier 2024, Lesse est catégorisée commune rurale à habitat dispersé, selon la nouvelle grille communale de densité à sept niveaux définie par l'Insee en 2022.
Elle est située hors unité urbaine. Par ailleurs la commune fait partie de l'aire d'attraction de Metz, dont elle est une commune de la couronne,. Cette aire, qui regroupe 245 communes, est catégorisée dans les aires de 200 000 à moins de 700 000 habitants,.

### Occupation des sols
L'occupation des sols de la commune, telle qu'elle ressort de la base de données européenne d’occupation biophysique des sols Corine Land Cover (CLC), est marquée par l'importance des territoires agricoles (58 % en 2018), en diminution par rapport à 1990 (61,1 %). La répartition détaillée en 2018 est la suivante : 
forêts (38,5 %), terres arables (35,7 %), prairies (21,4 %), zones urbanisées (3,4 %), zones agricoles hétérogènes (0,9 %), zones industrielles ou commerciales et réseaux de communication (0,1 %). L'évolution de l’occupation des sols de la commune et de ses infrastructures peut être observée sur les différentes représentations cartographiques du territoire : la carte de Cassini (XVIIIe siècle), la carte d'état-major (1820-1866) et les cartes ou photos aériennes de l'IGN pour la période actuelle (1950 à aujourd'hui).

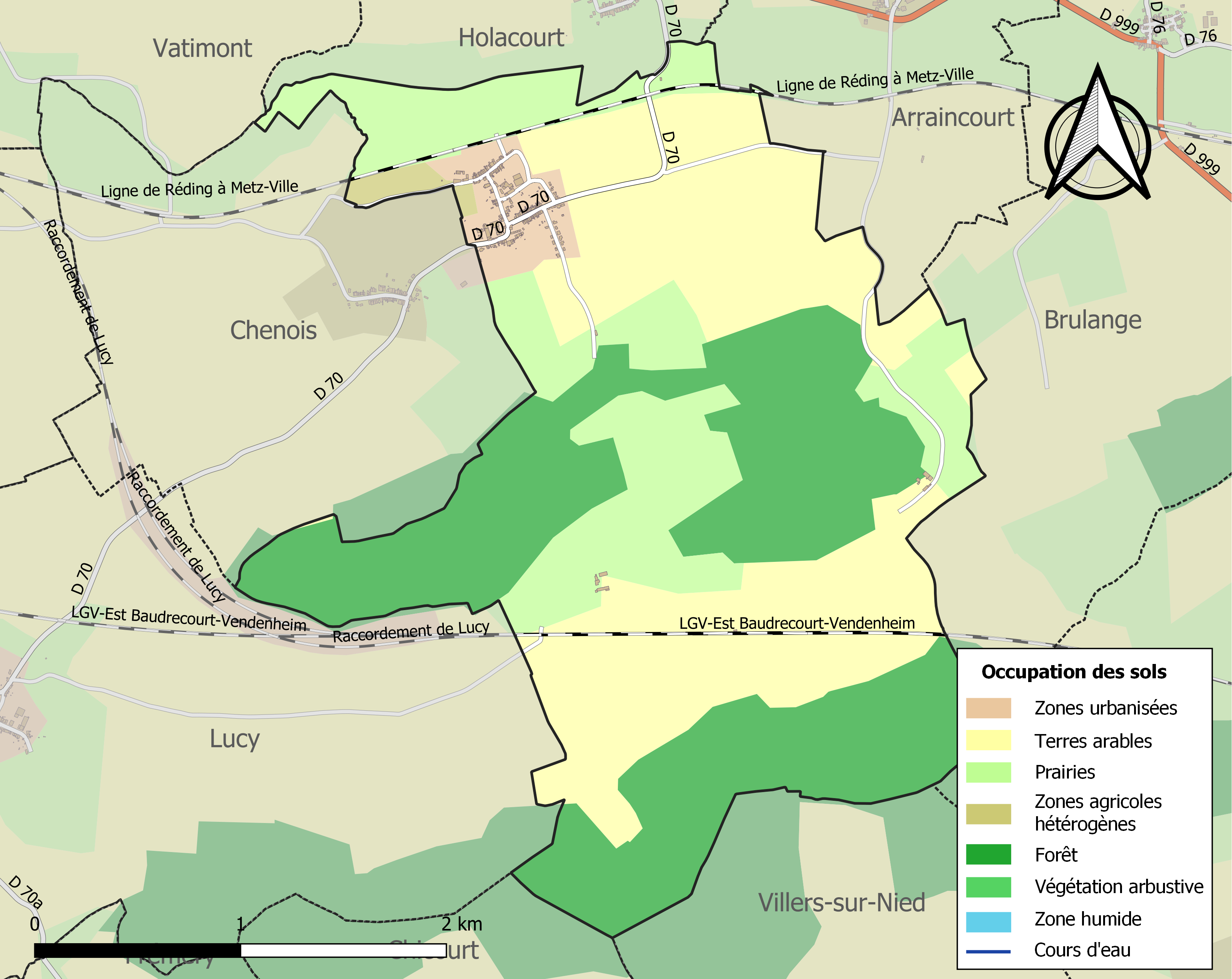
Carte des infrastructures et de l'occupation des sols de la commune en 2018 (CLC).

## Toponymie
- Lasticas cum capella (977), Laisse (1334), Lesses (1346), Lesse (1793), Lesch (1915–1918 et 1940–1944).

## Histoire
- Fief du duché de Bar au XIVe siècle.
- Seigneurie partagée entre de nombreuses familles : Baudoche au XIVe siècle (Lesse avait été aliénée en partie en 1334 par Colard de Lesse à Arnoud et Jean Baudoche, bourgeois de Metz[13]), Perpignan au XVe siècle, de Gournay et Roncels au XVIe siècle ; au XVIIe siècle, les Créhange, les Busselot, les Forget de Barst, les Jeandelaincourt.
- De 1790 à 2015, Lesse était une commune de l'ex-canton de Delme.

## Politique et administration
| Période                                  | Période   | Identité          | Étiquette | Qualité |
| ---------------------------------------- | --------- | ----------------- | --------- | ------- |
| mars 1983                                | mars 1995 | Lucien Grandidier |           |         |
| mars 1995                                | mai 2020  | Lucien Tiaphat    |           |         |
| mai 2020                                 | En cours  | Benoît Tiaphat    |           |         |
| Les données manquantes sont à compléter. |           |                   |           |         |

## Démographie
L'évolution du nombre d'habitants est connue à travers les recensements de la population effectués dans la commune depuis 1793. Pour les communes de moins de 10 000 habitants, une enquête de recensement portant sur toute la population est réalisée tous les cinq ans, les populations de référence des années intermédiaires étant quant à elles estimées par interpolation ou extrapolation. Pour la commune, le premier recensement exhaustif entrant dans le cadre du nouveau dispositif a été réalisé en 2004.

En 2022, la commune comptait 204 habitants, en évolution de −1,45 % par rapport à 2016 (Moselle : +0,52 %, France hors Mayotte : +2,11 %).
| 1793 | 1800 | 1806 | 1821 | 1831 | 1836 | 1841 | 1846 | 1851 |
| ---- | ---- | ---- | ---- | ---- | ---- | ---- | ---- | ---- |
| 324  | 391  | 370  | 404  | 463  | 445  | 414  | 431  | 408  |

| 1856 | 1861 | 1871 | 1875 | 1880 | 1885 | 1890 | 1895 | 1900 |
| ---- | ---- | ---- | ---- | ---- | ---- | ---- | ---- | ---- |
| 394  | 390  | 366  | 367  | 349  | 349  | 344  | 342  | 329  |

| 1905 | 1910 | 1921 | 1926 | 1931 | 1936 | 1946 | 1954 | 1962 |
| ---- | ---- | ---- | ---- | ---- | ---- | ---- | ---- | ---- |
| 319  | 319  | 310  | 295  | 244  | 240  | 225  | 214  | 233  |

| 1968 | 1975 | 1982 | 1990 | 1999 | 2004 | 2006 | 2009 | 2014 |
| ---- | ---- | ---- | ---- | ---- | ---- | ---- | ---- | ---- |
| 245  | 213  | 201  | 176  | 183  | 204  | 217  | 198  | 206  |

| 2019 | 2022 | - | - | - | - | - | - | - |
| ---- | ---- | - | - | - | - | - | - | - |
| 204  | 204  | - | - | - | - | - | - | - |

## Culture locale et patrimoine

### Lieux et monuments
- « Château Haut », restauré au XIXe siècle, canonnières ovales du XVIe siècle ;
- « Château Bas », transformé en ferme : vestiges d'une tour ronde d'escalier.

#### Édifice religieux
En 1893, la construction de l'église de Montbronn, dans le pays de Bitche, est confiée à l'entreprise Noirez, originaire de Lesse. Pendant ces travaux, le fils de l'entrepreneur, Étienne, fait la connaissance d'une fille du village, Louis Schneider dite Matze Louise, qu'il épouse. Le couple s'établit à Lesse. Satisfait de la réalisation à Montbronn, Étienne, qui a entre-temps repris l'entreprise paternelle, est chargé de reconstruire l'église de son village natal, Lesse. Mais compte tenu des finances disponibles, l'édifice sera trois fois plus petit. Il s'agit d'une réplique presque exacte de celle de Montbronn.
L'église est érigée entre 1899 et 1902 et monseigneur Benzler, évêque de Metz, consacre l'édifice le 1er mai 1904. Il est dédié à saint Georges, comme celui de Montbronn. En 1917, l'armée réquisitionne les cloches et l'histoire se renouvelle en 1944, mais Lesse est plus chanceuse que sa grande sœur de Montbronn, les cloches sont retrouvées intactes en août 1945, encore chargées sur un wagon à Essen. Elles sont rapatriées par l'armée française et suspendues dans le clocher en 1946. La seule différence visible de l'extérieur avec l'église de Montbronn est l'absence de portes latérales. Même la porte du porche possède des ferrures similaires. Dans la nef, la chaire est implantée à droite, contrairement à celle de Montbronn, à gauche. Au-dessus du chœur, les vitraux représentent saint Georges terrassant le dragon.

### Personnalités liées à la commune
- François-Nicolas Forget de Barst (1662-1742), seigneur de Barst et Lesse, capitaine-prévôt-gruyer et chef de police de la baronnie de Viviers[18].
- Barthélémy Étienne Parant (1742-1817), général des armées de la République, né dans la commune.

### Héraldique
| Blason de Lesse (Moselle) | Blason  | D'azur à la bande d'argent, chargée de trois croisettes fleuronnées de gueules, côtoyée de deux cotices d'argent, accompagnée de deux quintefeuille d'or ; au chef d'argent à l'alérion d'azur. |
| Blason de Lesse (Moselle) | Détails | Le statut officiel du blason reste à déterminer. |